# 外环隧道
外环隧道，又叫泰和路隧道，是上海黄浦江上的一座公路隧道，是S20高速公路的组成部分，自1999年12月28日开工建设，于2003年6月21日建成通车。
外环隧道东西走向，西起宝山区泰和路同济路，向东穿越黄浦江后止于浦东三岔港处，全长2880米，双向8车道，设计时速80公里。建成时为亚洲第一、世界第三，采用沉管法施工的特大型江底隧道。

## 隧道设计
整个外环隧道工程由长739.7米的浦西段隧道、长736米的沉管法越江隧道、长384米的浦东段隧道和长1023.1米的浦东地面接线道路组成，即隧道部分长1860米，工程总长2.88公里。隧道部分双向共设8车道，由三个通行孔组成，两侧的孔通行限高5米，各设3条车道单向行驶；中间的通行孔高5.5米，设两条车道，可根据交通需要双向或单向行车，或用于通行超高超宽的特殊车辆。通行孔之间的狭窄空间，顶部设置各类电缆，中间作为应急通道，底部设置排水设施。其中，长736米的沉管部分共有7个管节，自西向东编为E1至E7，管节之间采用柔性连接，以两道橡胶止水带实现防水。

## 建设资金筹措
外环隧道的建设资金采用信托基金方式筹措，系中国大陆境内第一次发行正规信托产品，计划托管期一年，年利率5%。外环隧道信托基金实际于11个月时提前结束，并超额提供了相当于年化利率7%的利息。

## 施工问题和事故

外环隧道各管节安装误差

沉管部分的7个管节施工顺序为E7、E6、E1至E5。E2沉放到位后，测量发现E2东头向南偏离设计轴线达92毫米，超过设计规定的42毫米限制，但施工方仍然决定不更正E2的位置继续施工，通过改变E3、E4、E5的位置实现合拢。E3于2002年4月7日沉放到位后按原计划应于5月7日继续沉放E4，但4月23日6时发现E2和E3的接缝漏水，经排水和抢险多日后，4月30日下午漏水继续扩大，至晚间8时漏水速度达到每小时4000立方米，隧道内一度涌入19万立方米河水和淤泥，水面达到-5米高度。经检查E3的东端意外上浮，使连接缝严重变形，止水带损坏，E3不得不拆卸吊起并拖回陆地维修，直到11月14日第二次沉放。重新沉放后的E3东端向南偏离设计轴线131毫米，施工方使用总顶力3600吨的千斤顶计划使E3东端向北移动38毫米，未完全达成，修正后E3东端偏离轴线仍达105毫米。最终，在E3E4连接缝设置了93毫米的轴向错位，才使E4基本恢复到设计轴线的位置。

## 大修
外环隧道建成后常年处于超负荷运行状态，按PCU计算交通流量超过设计承载能力，其中包含大量重载卡车；靠近浦东侧黄浦江自然淤积导致隧道上方土层变厚，结构沉降较多；E2E3、E3E4两条问题接缝的止水带也有损坏漏水。2006年8月18日，通车仅3年的上海外环越江隧道，就因坑洼不堪提前进入大修，同年12月26日开放。2015年2月13日至3月2日，在不完全关停外环隧道的前提下，分阶段进行维修。2024年3月22日24时起，外环隧道開始全封闭施工，工期為期12个月。2025年3月22日，外环隧道恢复通车。此次大修主要对两个漏水的沉管接头进行修复，此外也在浦东出入口的全部十条车道安装了称重设备以防车辆超载；大修后隧道内路面更换为沥青混凝土材质，限速由50km/h提升至60km/h。